# 불망곡
불망곡은 한국에서 제작된 이규설 감독의 1927년 무성 영화이다. 서월영 등이 주연으로 출연하였고 김덕성 등이 제작에 참여하였다.

## 출연

### 주연
- 서월영
- 김소진
- 정현향
- 박창혁